# Ле-Шательє (Де-Севр)
Ле-Шательє (фр. Les Châteliers) — муніципалітет у Франції, у регіоні Нова Аквітанія, департамент Де-Севр. Ле-Шательє утворено 1 січня 2019 року шляхом злиття муніципалітетів Шантекор i Кутьєр. Адміністративним центром муніципалітету є Кутьєр. Населення — 459 осіб (01.01.2021).